# 额勒顺镇
额勒顺镇，是中华人民共和国内蒙古自治区通辽市库伦旗下辖的一个乡镇级行政单位。

## 行政区划
额勒顺镇下辖以下地区：
泊白嘎查、达尔登嘎查、吉力图嘎查、苏日图嘎查、保尔斯稿嘎查、赛音塔拉嘎查、查干朝鲁嘎查、合其寅贵嘎查、乌旦塔拉嘎查、白音他拉嘎查和敖伦嘎查。